# Квік Ден Гаг
Гаазький футбольний і крикетний клуб «Квік» (нід. Haagse Voetbal- & Cricket Vereniging Quick), або просто Квік Ден Гаг (нід. Quick Den Haag) — аматорський нідерландський футбольний клуб з міста Гаага, заснований 1896 року. Домашні матчі проводить на стадіоні «Ньюв Ганенбург».

## Історія
Футбольний клуб було засновано 1896 року. З 1904 року клуб грав у вищому дивізіоні країни. Найвищим досягненням стало чемпіонство у 1908 році, а також здобуття Кубка Нідерландів в 1909, 1910, 1911 і 1916 роках, ставши першою командою, що зуміла тричі поспіль виграти національний кубок. Згодом лише «Аякс» (1970, 71, 72) і ПСВ (1988, 89, 90) змогли повторити це досягнення.
У 1925 році клуб вилетів із вищого дивізіону. Коли професійний футбол був введений в Нідерландах у 1954 році, клуб відмовився від професійного статусу і з того часу став виступати в регіональних аматорських лігах.

## Досягнення
- Чемпіон Нідерландів:
  -  Володар (1): 1908
- Кубок Нідерландів:
  -  Володар (4): 1909, 1910, 1911, 1916